# Liste de concours de beauté
 (mars 2021).
Si vous disposez d'ouvrages ou d'articles de référence ou si vous connaissez des sites web de qualité traitant du thème abordé ici, merci de compléter l'article en donnant les références utiles à sa vérifiabilité et en les liant à la section « Notes et références ».
Cet article recense les concours de beauté du monde entier destinés aux femmes et aux hommes.

## Concours destinés aux femmes

### Concours internationaux
| |      |         |        |                  |                 |
| \| Clé de couleur par Continent \| Clé de couleur par Continent \| Clé de couleur par Continent \| Clé de couleur par Continent \| Clé de couleur par Continent \| Clé de couleur par Continent \| \| ---------------------------- \| ---------------------------- \| ---------------------------- \| ---------------------------- \| ---------------------------- \| ---------------------------- \| \| Afrique \| Asie \| Océanie \| Europe \| Amérique du Nord \| Amérique du Sud \| |      |         |        |                  |                 |
| Clé de couleur par Continent |      |         |        |                  |                 |
| Afrique | Asie | Océanie | Europe | Amérique du Nord | Amérique du Sud |

Concours internationaux majeurs
La liste suivante recense les quatre grands concours de beauté du monde par ordre alphabétique (appelé Big Four)
| Concours de beauté | Pays        | Création | Pays ayant le plus de titres au concours | Continent        |
| ------------------ | ----------- | -------- | ---------------------------------------- | ---------------- |
| Miss Terre         | Philippines | 2001     | Philippines (3)                          | Asie             |
| Miss International | Japon       | 1960     | Venezuela (9)                            | Asie             |
| Miss Monde         | Royaume-Uni | 1951     | Inde (6) Et Venezuela (6)                | Europe           |
| Miss Univers       | États-Unis  | 1952     | États-Unis (8)                           | Amérique du Nord |

Concours internationaux mineurs pour femmes célibataires
| Concours de beauté                    | Pays                   | Création | Pays ayant le plus de titres au concours | Continent        |
| ------------------------------------- | ---------------------- | -------- | ---------------------------------------- | ---------------- |
| Best Model of the World               | Turquie                | 1995     | Turquie (9)                              | Europe           |
| AFRICAN MISS UNIVERSITY               | Afrique                | 2017     | Cameroun (1)                             | Afrique          |
| Face of Beauty International          | Taïwan                 | 2012     |                                          | Asie             |
| Face of Europe & the World            | France                 | 2012     |                                          | Europe           |
| Face Of The World                     | Royaume-Uni            | 2016     |                                          | Europe           |
| Nuestra Belleza Latina                | États-Unis             | 2007     | Porto Rico (3)                           | Amérique du Nord |
| Miss Afrique Continent                | Afrique du Sud         | 2016     |                                          | Afrique          |
| Miss Afrique de l'Ouest International | Royaume-Uni            | 2008     | Sierra Leone (3)                         | Afrique          |
| Miss Amérique latine                  | États-Unis             | 1981     | Brésil (4)                               | Amérique du Nord |
| Miss Arab Monde                       | Égypte                 | 2006     | Maroc (3)                                | Afrique          |
| Miss Asie-Pacifique Monde             | Corée du Sud           | 2011     | Inde (3)                                 | Asie             |
| Miss Atlántico Internacional          | Uruguay                | 1995     | Uruguay (4)                              | Amérique du Sud  |
| Miss Caraïbes Hibiscus                | Saint-Martin           | 1990     | Guadeloupe (3)                           | Caraïbes         |
| Miss Cedeao                           | Bénin                  | 1994     | Cap-Vert (4)                             | Afrique          |
| Miss CEMAC                            | Tchad                  | 2015     |                                          | Afrique          |
| Miss Chinese International            | Hong Kong              | 1988     |                                          | Asie             |
| Miss Diamond of the World             | Algérie                | 2015     |                                          | Afrique          |
| Miss Districts International          | Côte d'Ivoire          | 2001     |                                          | Afrique          |
| Miss Europe Continental               | Italie                 | 2013     | Italie (2)                               | Europe           |
| Miss Europe Monde                     | Liban                  | 2015     |                                          | Europe           |
| Miss Exclusive of the World           | Turquie                | 2010     |                                          | Europe           |
| Miss Global                           | États-Unis             | 2013     |                                          | Amérique du Nord |
| Miss Globe                            | Albanie                | 2010     |                                          | Europe           |
| Miss Globe International              | Turquie                | 2013     | Venezuela (4)                            | Europe           |
| Miss Grand International              | Thaïlande              | 2013     | Pérou (2)                                | Asie             |
| Miss Héritage                         | Afrique du Sud         | 2013     |                                          | Afrique          |
| Miss India Worldwide                  | États-Unis             | 1990     | États-Unis (6)                           | Amérique du Nord |
| Miss Intercontinental                 | Aruba                  | 1971     | Venezuela (5)                            | Amérique du Sud  |
| Miss Italia nel Mondo                 | Italie                 | 1991     | Brésil (4)                               | Europe           |
| Miss Kemer International              | Turquie                | 2015     |                                          | Europe           |
| Miss Malaïka International            | Afrique du Sud         | 2001     |                                          | Afrique          |
| Miss Model of the World               | Turquie                | 1988     | France (5)                               | Europe           |
| Miss Monde Muslimah                   | Indonésie              | 2011     | Indonésie (2)                            | Asie             |
| Miss Monde Paix                       | Hong Kong              | 2015     |                                          | Asie             |
| Miss Multivers                        | République dominicaine | 2012     |                                          | Caraïbes         |
| Miss Mermaid International            | Allemagne              | 2015     |                                          | Europe           |
| Miss Naïades                          | Bénin                  | 2002     | Côte d'Ivoire (3)                        | Afrique          |
| Miss Piel Dorada International        | Mexique                | 1996     | Mexique (7)                              | Amérique du Nord |
| Miss Princess of the World            | République tchèque     | 2006     |                                          | Europe           |
| Miss Progress International           | Italie                 | 2010     |                                          | Europe           |
| Miss Southeast Asian                  | Thaïlande              | 2013     | Viêt Nam (2)                             | Asie             |
| Miss Supranational                    | Pologne                | 2009     |                                          | Europe           |
| Miss Tourisme International           | Malaisie               | 1994     | Philippines (3)                          | Asie             |
| Miss Tourisme Monde                   | Royaume-Uni            | 1992     | Venezuela (3)                            | Europe           |
| Miss Tourisme Planète                 | Grèce                  | 1998     |                                          | Europe           |
| Miss Tourism Queen International      | Chine                  | 2004     | Russie (2)                               | Asie             |
| Miss Yacht Model International        | Chine                  | 2011     |                                          | Asie             |
| Reina Hispanoamericana                | Bolivie                | 1991     | Venezuela (6)                            | Amérique du Sud  |
| Top Model of the World                | États-Unis             | 1993     | Colombie (3)                             | Amérique du Nord |
| World Miss University                 | Corée du Sud           | 1986     | États-Unis (3)                           | Asie             |

| Concours de beauté | Pays       | Création | Pays ayant le plus de titres au concours | Continent        |
| ------------------ | ---------- | -------- | ---------------------------------------- | ---------------- |
| Mrs. Globe         | États-Unis | 1996     | Grèce (3)                                | Amérique du Nord |
| Mrs. International | États-Unis | 1988     |                                          | Amérique du Nord |
| Mrs. Terre         | États-Unis | 2008     | Porto Rico (2)                           | Amérique du Nord |
| Mrs. Univers       | Bulgarie   | 2007     |                                          | Europe           |
| Mrs. World         | États-Unis | 1985     | États-Unis (7)                           | Amérique du Nord |

Concours de beauté internationaux anciens
| Concours de beauté                | Pays        | Création | Arrêt            | Pays ayant le plus de titres au concours | Continent |
| --------------------------------- | ----------- | -------- | ---------------- | ---------------------------------------- | --------- |
| Miss Asean                        | Malaisie    | 1990     | 2014             | Philippines (2)                          | Asie      |
| Miss Asie                         | Hong Kong   | 1985     | 2014             | Chine (8)                                | Asie      |
| Miss Asie-Pacifique International | Philippines | 1968     | non arrêté       | Philippines (3)                          | Asie      |
| Miss Europe                       | France      | 1928     | 2006 (dep. 2015) | France (7)                               | Europe    |
| Miss Maja International           | Espagne     | 1966     | 1995             | Espagne (4)                              | Europe    |

### Concours nationaux
La liste suivante répertorie les concours de beauté nationaux féminins par continent.

#### Afrique
| Contient            | Pays                             | Concours de beauté                    | Création |
| ------------------- | -------------------------------- | ------------------------------------- | -------- |
| Afrique             | Afrique du Sud                   | Miss Afrique du Sud                   | 1956     |
| Afrique             | Afrique du Sud                   | Miss Terre Afrique du Sud             | 2001     |
| Afrique             | Afrique du Sud                   | Miss Culture Global                   | 2021     |
| Afrique             | Algérie                          | Miss Algérie                          | 1996     |
| Afrique             | Angola                           | Miss Angola                           | 1997     |
| Afrique             | Bénin                            | Miss Bénin                            | 1962     |
| Afrique             | Botswana                         | Miss Botswana                         | 1964     |
| Afrique             | Cameroun                         | Miss Nationale Cameroun               | 2018     |
| Afrique             | Cap-Vert                         | Miss Cap-Vert                         | 1996     |
| Afrique             | Côte d'Ivoire                    | Miss Côte d'Ivoire                    | 1956     |
| Afrique             | Côte d'Ivoire                    | Miss District Côte d'Ivoire           | 2008     |
| Afrique             | Éthiopie                         | Miss Éthiopie                         | 2003     |
| Afrique             | Éthiopie                         | Miss Univers Éthiopie                 | 2004     |
| Afrique             | Gabon                            | Miss Gabon                            | 2001     |
| Afrique             | Ghana                            | Miss Ghana                            | 1957     |
| Afrique             | Ghana                            | Miss Univers Ghana                    | 1991     |
| Afrique             | Kenya                            | Miss Kenya                            | 1960     |
| Afrique             | Kenya                            | Miss Monde Kenya                      | 2005     |
| Afrique             | Kenya                            | Miss Univers Kenya                    | 2004     |
| Afrique             | La Réunion                       | Miss Terre Réunion                    | 2012     |
| Afrique             | Liberia                          | Miss Liberia                          | 1962     |
| Afrique             | Liberia                          | Miss Terre Liberia                    | 2006     |
| Afrique             | Madagascar                       | Miss Madagascar                       | 1960     |
| Afrique             | Maroc                            | Miss Maroc                            | 1956     |
| Afrique             | Maurice                          | Miss Maurice                          | 1970     |
| Afrique             | Namibie                          | Miss Namibie                          | 1980     |
| Afrique             | Nigeria                          | Miss Nigeria                          | 1957     |
| Afrique             | Nigeria                          | La plus belle fille au Nigeria        | 1986     |
| Afrique             | Nigeria                          | Miss Terre Nigeria                    | 2002     |
| Afrique             | Nigeria                          | World Miss University Nigeria         | 2005     |
| Afrique             | République du Congo              | Miss République du Congo              | 2005     |
| Afrique             | République du Congo              | Miss Terre République du Congo        | 2008     |
| Afrique             | République démocratique du Congo | Miss République démocratique du Congo | 1968     |
| Afrique             | République démocratique du Congo | Miss Terre DR Congo                   | 2008     |
| Afrique             | Rwanda                           | Miss Rwanda                           | 1993     |
| Afrique             | Sénégal                          | Miss Sénégal                          | 1960     |
| Afrique             | Somalie                          | Miss Somalie                          | 2010     |
| Afrique             | Soudan du Sud                    | Miss Soudan du Sud                    | 2008     |
| Afrique             | Soudan du Sud                    | Miss Terre Soudan du Sud              | 2008     |
| Afrique             | Tanzanie                         | Miss Tanzanie                         | 1967     |
| Afrique             | Tanzanie                         | Miss Univers Tanzanie                 | 2007     |
| Afrique             | Togo                             | Miss Togo                             | 1995     |
| Afrique             | Tunisie                          | Miss Tunisie                          | 1956     |
| Afrique             | Ouganda                          | Miss Ouganda                          | 1967     |
| Afrique             | Zambie                           | Miss Zambie                           | 1995     |
| Afrique             | Zimbabwe                         | Miss Zimbabwe                         | 1980     |
| Miss Monde Zimbabwe | Zimbabwe                         | 1980                                  |          |

#### Asie
| Contient     | Pays                                    | Concours de beauté | Création |
| ------------ | --------------------------------------- | ------------------ | -------- |
| Asie         |                                         |                    |          |
| Afghanistan  | Miss Afghanistan                        | 1972               |          |
| Bahreïn      | Miss Bahreïn                            | 2012               |          |
| Bangladesh   | Miss Bangladesh                         | 1994               |          |
| Bhoutan      | Miss Bhoutan                            | 2008               |          |
| Birmanie     | Miss Birmanie (Miss Univers Birmanie)   | 1959               |          |
| Birmanie     | Miss Birmanie International             | 2012               |          |
| Birmanie     | Miss Golden Land Birmanie               | 2013               |          |
| Birmanie     | Miss Monde Birmanie                     | 2014               |          |
| Chine        | Miss Chine                              | 2002               |          |
| Chine        | Miss Chine Monde                        | 1994               |          |
| Chine        | Miss Terre Chine                        | 2002               |          |
| Corée du Sud | Miss Corée                              | 1957               |          |
| Corée du Sud | Miss Univers Corée                      | 2016               |          |
| Corée du Sud | Miss Monde Corée                        | 2011               |          |
| Hong Kong    | Miss Hong Kong                          | 1973               |          |
| Inde         | Miss Inde                               | 1947               |          |
| Inde         | Miss Diva                               | 2013               |          |
| Inde         | Miss Terre Inde                         | 2001               |          |
| Inde         | World Miss University Inde              | 1989               |          |
| Inde         | Miss Celestial World                    | 2021               |          |
| Indonésie    | Miss Indonésie                          | 2005               |          |
| Indonésie    | Puteri Indonesia                        | 1992               |          |
| Indonésie    | Putri Pariwisata Indonesia              | 2008               |          |
| Indonésie    | Miss Terre Indonésie                    | 2007               |          |
| Irak         | Miss Irak                               | 1947               |          |
| Israël       | Miss Israël                             | 1950               |          |
| Japon        | Miss Japon (1952-1995)                  | 1952               |          |
| Japon        | Miss International Japon                | 2005               |          |
| Japon        | Miss Monde Japon                        | 2013               |          |
| Japon        | Miss Terre Japon                        | 2001               |          |
| Japon        | Miss Univers Japon                      | 1998               |          |
| Jordanie     | Miss Jordanie                           | 1959               |          |
| Kazakhstan   | Miss Kazakhstan                         | 1997               |          |
| Kirghizistan | Miss Kirghizistan                       | 2009               |          |
| Liban        | Miss Liban                              | 2003               |          |
| Malaisie     | Miss Malaisie                           | 1960               |          |
| Mongolie     | Miss Mongolie                           | 2001               |          |
| Mongolie     | Miss Monde Mongolie                     | 2008               |          |
| Népal        | Miss Népal                              | 1994               |          |
| Ouzbékistan  | Miss Ouzbékistan                        | 2013               |          |
| Pakistan     | Miss Pakistan Monde                     | 2003               |          |
| Philippines  | Miss Philippines                        | 1964               |          |
| Philippines  | Miss Monde Philippines                  | 2011               |          |
| Philippines  | Miss Philippines Terre                  | 2001               |          |
| Philippines  | Miss République des Philippines         | 1969               |          |
| Philippines  | Mutya ng Pilipinas                      | 1965               |          |
| Singapour    | Miss Singapour                          | 1951               |          |
| Sri Lanka    | Miss Sri Lanka (Miss Univers Sri Lanka) | 1957               |          |
| Sri Lanka    | Miss Monde Sri Lanka                    | 1953               |          |
| Sri Lanka    | Miss Terre Sri Lanka                    | 2011               |          |
| Syrie        | Miss Syrie                              | 1965               |          |
| Thaïlande    | Miss Thaïlande                          | 1934               |          |
| Thaïlande    | Miss Monde Thaïlande                    | 1985               |          |
| Thaïlande    | Miss Univers Thaïlande                  | 2000               |          |
| Tibet        | Miss Tibet                              | 2002               |          |
| Turkménistan | Miss Turkménistan                       | 2011               |          |
| Macao        | Miss Macao                              | 1986               |          |
| Viêt Nam     | Miss Viêt Nam                           | 1988               |          |
| Viêt Nam     | Miss Viêt Nam Monde                     | 2007               |          |
| Viêt Nam     | Miss Univers Vietnam                    | 2004               |          |
| Taïwan       | Miss Taïwan (Miss Taipei chinois)       | 1961               |          |

#### Océanie
| Contient | Pays                   | Concours de beauté            | Création |
| -------- | ---------------------- | ----------------------------- | -------- |
| Océanie  | Australie              | Miss Australie                | 1908     |
| Océanie  | Australie              | Miss International Australie  | 2007     |
| Océanie  | Australie              | Miss Latine Australie         | 2015     |
| Océanie  | Australie              | Miss Univers Australie        | 2004     |
| Océanie  | Australie              | Miss Monde Australie          | 1955     |
| Océanie  | Guam                   | Miss Guam (Miss Univers Guam) | 1966     |
| Océanie  | Guam                   | Miss Monde Guam               | 2011     |
| Océanie  | Îles Mariannes du Nord | Miss Îles Mariannes du Nord   | 1976     |
| Océanie  | Polynésie française    | Miss Tahiti                   | 1960     |
| Océanie  | Nouvelle-Zélande       | Miss Nouvelle-Zélande         | 1954     |
| Océanie  | Nouvelle-Zélande       | Miss Monde Nouvelle-Zélande   | 1956     |

#### Caraïbes
| Contient          | Pays                        | Concours de beauté               | Création |
| ----------------- | --------------------------- | -------------------------------- | -------- |
| Caraïbes          | Antigua-et-Barbuda          | Miss Antigua-et-Barbuda          | 1977     |
| Caraïbes          | Aruba                       | Miss Aruba                       | 1964     |
| Caraïbes          | Bahamas                     | Miss Bahamas                     | 1963     |
| Caraïbes          | Barbade                     | Miss Barbade                     | 1974     |
| Caraïbes          | Barbade                     | Miss Barbade Monde               | 1974     |
| Caraïbes          | Barbade                     | Miss Univers Barbade             | 1976     |
| Caraïbes          | Bonaire                     | Miss Bonaire                     | 1967     |
| Caraïbes          | Curaçao                     | Miss Curaçao                     | 1962     |
| Caraïbes          | Curaçao                     | Miss International Curaçao       | 1971     |
| Caraïbes          | Curaçao                     | Señorita Curaçao                 | 1975     |
| Caraïbes          | Grenade                     | Miss Grenade                     | 1964     |
| Caraïbes          | Haïti                       | Miss Haïti                       | 1960     |
| Caraïbes          | Haïti                       | Miss Top Elegance Haiti          | 2021     |
| Caraïbes          | Îles Caïmans                | Miss Îles Caïmans                | 1977     |
| Caraïbes          | Îles Turques-et-Caïques     | Miss Îles Turques-et-Caïques     | 1979     |
| Caraïbes          | Îles Vierges britanniques   | Miss Îles Vierges britanniques   | 1976     |
| Caraïbes          | Îles Vierges des États-Unis | Miss Îles Vierges des États-Unis | 1961     |
| Caraïbes          | Jamaïque                    | Miss Jamaïque                    | 1930     |
| Caraïbes          | Jamaïque                    | Miss Jamaïque Monde              | 1959     |
| Caraïbes          | Jamaïque                    | Miss Terre Jamaïque              | 2005     |
| Caraïbes          | Jamaïque                    | Miss Univers Jamaïque            | 1961     |
| Caraïbes          | Porto Rico                  | Miss Porto Rico                  | 1952     |
| Caraïbes          | République dominicaine      | Miss République dominicaine      | 1927     |
| Caraïbes          | Sainte-Lucie                | Miss Sainte-Lucie                | 1975     |
| Caraïbes          | Saint-Martin                | Miss Saint-Martin                | 1976     |
| Trinité-et-Tobago | Miss Trinité-et-Tobago      | 1963                             |          |

#### Amérique
| Contient          | Pays       | Concours de beauté                    | Création |
| ----------------- | ---------- | ------------------------------------- | -------- |
| Amérique centrale | Belize     | Miss Belize                           | 1975     |
| Amérique centrale | Costa Rica | Miss Costa Rica                       | 1954     |
| Amérique centrale | Guatemala  | Miss Guatemala                        | 1955     |
| Amérique centrale | Honduras   | Miss Honduras                         | 1954     |
| Amérique centrale | Honduras   | Señorita Honduras                     | 2008     |
| Amérique centrale | Nicaragua  | Miss Nicaragua                        | 1955     |
| Amérique centrale | Nicaragua  | Miss Monde Nicaragua                  | 2011     |
| Amérique centrale | Panama     | Miss Panama (Señorita Panama)         | 1952     |
| Amérique centrale | Salvador   | Miss Salvador (1954-2005)             | 1954     |
| Amérique centrale | Salvador   | Nuestra Belleza Salvador              | 2006     |
| Amérique du Nord  | Canada     | Miss Canada                           | 1945     |
| Amérique du Nord  | Canada     | Miss Univers Canada                   | 1995     |
| Amérique du Nord  | Canada     | Miss Monde Canada                     | 1957     |
| Amérique du Nord  | Canada     | Miss Terre Canada                     | 2001     |
| Amérique du Nord  | Canada     | Miss Celestial international          | 2024     |
| Amérique du Nord  | Cuba       | Miss Cuba                             | 1952     |
| Amérique du Nord  | États-Unis | Miss USA                              | 1952     |
| Amérique du Nord  | États-Unis | Miss America                          | 1921     |
| Amérique du Nord  | États-Unis | Miss Teen USA                         | 1983     |
| Amérique du Nord  | États-Unis | Miss Monde America                    | 1951     |
| Amérique du Nord  | États-Unis | Miss Black America                    | 1968     |
| Amérique du Nord  | États-Unis | Miss Terre États-Unis                 | 2001     |
| Amérique du Nord  | États-Unis | Miss États-Unis                       | 2001     |
| Amérique du Nord  | Mexique    | Miss Mexique (Nuestra Belleza México) | 1994     |
| Amérique du Nord  | Mexique    | Miss Terre Mexique                    | 2002     |
| Amérique du Nord  | Mexique    | Señorita México (1952-2000)           | 1952     |
| Amérique du Sud   | Argentine  | Miss Argentine                        | 1954     |
| Amérique du Sud   | Argentine  | Belleza Argentine                     | 2003     |
| Amérique du Sud   | Argentine  | Miss Terre Argentine                  | 2001     |
| Amérique du Sud   | Brésil     | Miss Brésil                           | 1954     |
| Amérique du Sud   | Brésil     | Miss Monde Brésil                     | 1958     |
| Amérique du Sud   | Brésil     | Miss Terre Brésil                     | 2001     |
| Amérique du Sud   | Bolivie    | Miss Bolivie                          | 1959     |
| Amérique du Sud   | Chili      | Miss Chili                            | 1952     |
| Amérique du Sud   | Chili      | Miss Monde Chili                      | 1963     |
| Amérique du Sud   | Colombie   | Miss Colombie                         | 1934     |
| Amérique du Sud   | Colombie   | Miss Monde Colombie                   | 1963     |
| Amérique du Sud   | Colombie   | Miss Terre Colombie                   | 2001     |
| Amérique du Sud   | Équateur   | Miss Équateur                         | 1955     |
| Amérique du Sud   | Guyana     | Miss Guyana                           | 1956     |
| Amérique du Sud   | Paraguay   | Miss Paraguay                         | 1957     |
| Amérique du Sud   | Pérou      | Miss Pérou                            | 1952     |
| Amérique du Sud   | Uruguay    | Miss Uruguay                          | 1952     |
| Amérique du Sud   | Venezuela  | Miss Venezuela                        | 1952     |

#### Europe
| Contient | Pays                   | Concours de beauté               | Création |
| -------- | ---------------------- | -------------------------------- | -------- |
| Europe   | Albanie                | Miss Albanie                     | 1991     |
| Europe   | Albanie                | Miss Univers Albanie             | 2002     |
| Europe   | Allemagne              | Miss Allemagne                   | 1927     |
| Europe   | Allemagne              | Miss Univers Allemagne           | 2009     |
| Europe   | Allemagne              | Miss Monde Allemagne             | 1992     |
| Europe   | Arménie                | Miss Arménie                     | 1996     |
| Europe   | Autriche               | Miss Autriche                    | 1929     |
| Europe   | Azerbaïdjan            | Miss Azerbaïdjan                 | 1996     |
| Europe   | Belgique               | Miss Belgique                    | 1928     |
| Europe   | Belgique               | Miss International Belgique      | 2011     |
| Europe   | Belgique               | Miss Terre Belgique              | 2002     |
| Europe   | Biélorussie            | Miss Biélorussie                 | 1998     |
| Europe   | Bulgarie               | Miss Bulgarie                    | 1990     |
| Europe   | Bulgarie               | Miss Univers Bulgarie            | 1991     |
| Europe   | Chypre                 | Miss Chypre                      | 1973     |
| Europe   | Croatie                | Miss Croatie                     | 1992     |
| Europe   | Croatie                | Miss Univers Croatie             | 1997     |
| Europe   | Danemark               | Miss Danemark                    | 1926     |
| Europe   | Danemark               | Miss Monde Danemark              | 2004     |
| Europe   | Danemark               | Miss Univers Danemark            | 1952     |
| Europe   | Danemark               | Visage du Danemark               | 2015     |
| Europe   | Espagne                | Miss Espagne                     | 1929     |
| Europe   | Estonie                | Miss Estonie                     | 1923     |
| Europe   | Finlande               | Miss Finlande                    | 1931     |
| Europe   | France                 | Miss France                      | 1920     |
| Europe   | France                 | Mademoiselle France              | 2008     |
| Europe   | France                 | Miss Elegance Nationale          | 2023     |
| Europe   | France                 | Miss Small Beauty France         | 2018     |
| Europe   | France                 | Miss Elégance France             | 2015     |
| Europe   | Miss Prestige National | 2010                             |          |
| Europe   |                        | Miss 15/17 National              | 2012     |
| Europe   | Miss originale France  | 2017                             |          |
| Europe   | Miss Mermaid France    | 2016                             |          |
| Europe   | Miss belle en forme    | 2020                             |          |
| Europe   | Géorgie                | Miss Géorgie                     | 2003     |
| Europe   | Gibraltar              | Miss Gibraltar                   | 1959     |
| Europe   | Grèce                  | Miss Grèce                       | 1929     |
| Europe   | Hongrie                | Miss Hongrie                     | 1929     |
| Europe   | Hongrie                | Miss Univers Hongrie             | 1992     |
| Europe   | Irlande                | Miss Irlande                     | 1947     |
| Europe   | Irlande                | Miss Univers Irlande             | 2002     |
| Europe   | Islande                | Miss Islande                     | 1950     |
| Europe   | Islande                | Miss Univers Islande             | 1956     |
| Europe   | Italie                 | Miss Italie                      | 1939     |
| Europe   | Italie                 | Miss Univers Italie              | 2005     |
| Europe   | Italie                 | Miss Monde Italie                | 2005     |
| Europe   | Kosovo                 | Miss Kosovo                      | 1988     |
| Europe   | Kosovo                 | Miss Univers Kosovo              | 2008     |
| Europe   | Kosovo                 | Miss Monde Kosovo                | 2013     |
| Europe   | Lettonie               | Miss Lettonie                    | 1989     |
| Europe   | Lettonie               | Miss Univers Lettonie            | 2005     |
| Europe   | Liechtenstein          | Miss Liechtenstein               | 1988     |
| Europe   | Lituanie               | Miss Lituanie                    | 1988     |
| Europe   | Luxembourg             | Miss Luxembourg                  | 1927     |
| Europe   | Macédoine              | Miss Macédoine                   | 1996     |
| Europe   | Malte                  | Miss Malte                       | 1963     |
| Europe   | Malte                  | Miss Monde Malte                 | 1965     |
| Europe   | Monaco                 | Miss Monaco                      | 1953     |
| Europe   | Monténégro             | Miss Monténégro                  | 2006     |
| Europe   | Norvège                | Miss Norvège                     | 1950     |
| Europe   | Pays-Bas               | Miss Pays-Bas                    | 1991     |
| Europe   | Pologne                | Miss Pologne                     | 1929     |
| Europe   | Pologne                | Miss Monde Pologne               | 2015     |
| Europe   | Pologne                | Miss Polonaise                   | 1990     |
| Europe   | Portugal               | Miss Portugal                    | 1960     |
| Europe   | République tchèque     | Miss République tchèque          | 1989     |
| Europe   | République tchèque     | Miss Tchéquie                    | 2005     |
| Europe   | Roumanie               | Miss Roumanie                    | 1929     |
| Europe   | Roumanie               | Miss Univers Roumanie            | 1991     |
| Europe   | Royaume-Uni            | Miss Royaume-Uni                 | 1958     |
| Europe   | Royaume-Uni            | Miss Grande-Bretagne             | 1945     |
| Europe   | Royaume-Uni            | Miss Univers Grande-Bretagne     | 1952     |
| Europe   | Angleterre             | Miss Angleterre                  | 1928     |
| Europe   | Écosse                 | Miss Écosse                      | 1961     |
| Europe   | Irlande du Nord        | Miss Irlande du Nord             | 1980     |
| Europe   | Pays de Galles         | Miss Pays de Galles              | 1952     |
| Europe   | Russie                 | Miss Russie                      | 1989     |
| Europe   | Russie                 | Krasa Rossii                     | 1995     |
| Europe   | Saint-Marin            | Miss Saint-Marin                 | 1996     |
| Europe   | Serbie                 | Miss Serbie                      | 2006     |
| Europe   | Slovaquie              | Miss Slovaquie                   | 1993     |
| Europe   | Slovaquie              | Miss Univers République slovaque | 1994     |
| Europe   | Slovénie               | Miss Slovénie                    | 1990     |
| Europe   | Slovénie               | Miss Univers Slovénie            | 2001     |
| Europe   | Suède                  | Miss Suède                       | 1949     |
| Europe   | Suède                  | Miss Univers Suède               | 2009     |
| Europe   | Suède                  | Miss Monde Suède                 | 2003     |
| Europe   | Suisse                 | Miss Suisse                      | 1951     |
| Europe   | Suisse                 | Miss Monde Suisse                | 1952     |
| Ukraine  | Miss Ukraine           | 1990                             |          |
| Ukraine  | Miss Ukraine Univers   | 1995                             |          |
| Ukraine  | Miss Ukraine Terre     | 2003                             |          |
| Turquie  | Miss Turquie           | 1929                             |          |

## Concours destinés aux hommes

### Concours internationaux
La liste suivante recense les concours de beauté du monde uniquement adressés aux hommes.
| Concours de beauté            | Pays                   | Création | Pays ayant le plus de titres au concours | Continent         |
| ----------------------------- | ---------------------- | -------- | ---------------------------------------- | ----------------- |
| Men Universe Model            | République dominicaine | 2008     |                                          | Caraïbes          |
| Mister Global                 | Thaïlande              | 2014     |                                          | Asie              |
| Manhunt International         | Singapour              | 1993     | Chine (2)                                | Asie              |
| Mister Gay Europe             | Norvège                | 2005     | Espagne (3)                              | Europe            |
| Mister International          | Singapour              | 2006     | Brésil (2)                               | Asie              |
| Mister Model International    | République dominicaine | 2013     | Brésil (2)                               | Caraïbes          |
| Mister Monde                  | Royaume-Uni            | 1996     |                                          | Europe            |
| Mister Tourisme International | Panama                 | 2001     |                                          | Amérique centrale |
| Mister Universal Ambassador   | Indonésie              | 2015     |                                          | Asie              |
| Mr. Real Universe             | Équateur               | 2014     | Brésil (2)                               | Amérique du Sud   |

### Concours nationaux
La liste suivante répertorie les concours de beauté nationaux masculins par continent.

#### Afrique
| Pays           | Concours de beauté        | Création |
| -------------- | ------------------------- | -------- |
| Afrique du Sud | Mister Afrique du Sud     | 1982     |
| Afrique du Sud | Mister Gay Afrique du Sud | 2009     |
| Algérie        | Mister Algérie 2020       |          |
| Angola         | Mister Angola             | 2001     |
| Égypte         | Mister Égypte             | 2006     |
| Nigeria        | Mister Nigeria            | 2007     |
| Côte d'Ivoire  | Mister Côte d’Ivoire      | 2021     |

#### Amérique
| Pays      | Concours de beauté     | Création |
| --------- | ---------------------- | -------- |
| Chili     | Mister Gay Chili       | 2008     |
| Nicaragua | Mister Nicaragua       | 2002     |
| Nicaragua | Mister Monde Nicaragua | 1996     |
| Panama    | Mister Panama          | 1997     |
| Venezuela | Mister Venezuela       | 1996     |

#### Asie
| Pays      | Concours de beauté          | Création |
| --------- | --------------------------- | -------- |
| Hong Kong | Mr. Hong Kong               | 2005     |
| Inde      | Mr Inde Monde               | 1994     |
| Inde      | Mister International Inde   | 2006     |
| Inde      | Rubaru Mister Inde          | 2012     |
| Inde      | Mister Gay Inde             | 2008     |
| Inde      | Grasim Mr. Inde (1996-2012) | 1996     |
| Indonésie | Mister Indonésie            | 2006     |
| Indonésie | L-Men of The Year           | 2004     |
| Liban     | Mister Liban                | 1995     |
| Pakistan  | Mr. Pakistan Monde          | 2011     |
| Thaïlande | Mister Thaïlande            | 1995     |

#### Europe
| Pays         | Concours de beauté           | Création |
| ------------ | ---------------------------- | -------- |
| Belgique     | Mister Belgique Personnality | 2003     |
| Belgique     | Mister Gay Belgique          | 2013     |
| Espagne      | Mister Espagne               | 1996     |
| Irlande      | Mister Gay Irlande           | 2005     |
| \| France \| | Men of Beauty France         | 2019     |
| France       | Mister National              | 1996     |
| France       | Mister France                | 2001     |
| France       | Modèle Élégance France       | 2010     |
| France       | Mister Universel France      | 2017     |
| Royaume-Uni  | Mister Gay Royaume-Uni       | 1993     |
| Suède        | Mister Gay Suède             | 1999     |
| Inde         | Mr Inde Monde                | 1994     |
| Inde         | Mister International Inde    | 2006     |
| France       |                              |          |

### Concours spéciaux
La liste suivante répertorie les concours internationaux de beauté pour femmes et hommes sourds.
| Pays               | Concours de beauté               | Création |
| ------------------ | -------------------------------- | -------- |
| République tchèque | Miss & Mister Deaf World         | 2001     |
| Nevada États-Unis  | Miss & Mister Deaf International | 2010     |